# Pescarolo Team
Pescarolo Team (dawniej: Pescarolo Sport, Pescarolo Automobiles) – francuski zespół wyścigowy, założony w lutym 2000 roku przez francuskiego kierowcę wyścigowego Henri Pescarolo. W październiku 2007 roku we współpracy z założycielem Saulnier Racing Jacques Nicoletem stworzono ekipę Pescarolo Automobile, którą jednak zlikwidowano 5 czerwca 2010 roku. Zespół Pescarolo Team został zlikwidowany w lutym 2014 roku z powodów finansowych.
Pescarolo był także konstruktorem samochodów stosowanych w 24-godzinnym wyścigu Le Mans oraz w mistrzostwach FIA World Endurance Championship, a w przeszłości także w Le Mans Endurance Series i Intercontinental Le Mans Cup.
W historii startów ekipa pojawiała się w stawce FIA World Endurance Championship, 24-godzinnym wyścigu Le Mans, Le Mans Series, FIA Sportscar Championship, American Le Mans Series, European Le Mans Series, 1000 km of Le Mans oraz Le Mans Endurance Series.

## Sukcesy zespołu
- Le Mans Series

2006 (LMP1) – Pescarolo C60 Hybrid (Jean-Christophe Boullion, Emmanuel Collard)
2011 (LMP1) – Pescarolo 01 Evo (Jean-Christophe Boullion, Emmanuel Collard)
- Le Mans Endurance Series

2005 (LMP1) – Pescarolo C60 Hybrid (Julien Jousse, Emmanuel Collard)